# Święta Wenefryda
Święta Wenefryda (znana też jako św. Winifreda lub św. Gwenfrewi) – walijska święta żyjąca w VII wieku.
Żywoty tej świętej pochodzące z XII wieku przedstawiają ją jako siostrzenicę świętego Beunona. Wstąpiła do klasztoru w Gwytherin, kierowanego przez św. Zleriusza. Nie chciała poślubić księcia Karadoka, więc kazał on ściąć jej głowę. Za sprawą świętego Beunona została przywrócona do życia. Wróciła do klasztoru, gdzie żyła do naturalnej śmierci.
W latach 1137–1138 relikwie przeniesiono do Shrewsbury. W XIV wieku jej wspomnienie obchodzono 3 listopada.